# Honiara FA League
L'Honiara FA League è la massima divisione dell'Honiara FA ed è anche la più importante del campionato nazionale e si gioca nella capitale Honiara, provincia di Guadalcanal, che fa parte delle Isole Salomone.

## Honiara FA League - Clubs (2007/08)
- Marist FC
- Uncles FC
- Makuru FC
- Koloale FC
- Kossa FC
- Walas
- Hana
- Sunbeam
- Mars United
- Naha
- Laugu United FC
- Rangers FC

## Previous Winners
- 1984: Sunbeam
- 1985: Rangers FC
- 1986:
- 1987:
- 1988: Rangers FC
- 1989: Sunbeam
- 1990: Sunbeam
- 1991: Rangers FC
- 1992:
- 1993:
- 1994: Honiara Police
- 1995: Rangers FC
- 1996: Rangers FC
- 1997: Rangers FC
- 1998: Rangers FC
- 1999: Rangers FC
- 2000: Laugu United FC
- 2001: Koloale FC
- 2002:
- 2003: Koloale FC
- 2004: Makuru FC
- 2005: -
- 2006: -
- 2007: Makuru FC
- 2008: Koloale FC
- 2009: Kossa FC
- 2010:
- 2011:
- 2012: Solomon Warriors Football Club
- 2013: Solomon Warriors Football Club
- 2014: Solomon Warriors Football Club